# Avan Jogia
Avan Tudor Jogia, lepiej znany jako Avan Jogia (ur. 9 lutego 1992 w Vancouver, w Kanadzie) – kanadyjski aktor, reżyser, aktywista i piosenkarz. Najbardziej znany z ról w serialach Victoria znaczy zwycięstwo oraz Twisted: W kręgu podejrzeń.
Po raz pierwszy stanął przed kamerami by odtworzyć rolę Danny'ego w filmie Historia Gwen Araujo. 

## Życie prywatne
W latach 2011–2016 Jogia był w związku z aktorką Zoey Deutch. Pozostaje również w przyjaźni z Elizabeth Gillies i Victorią Justice, z którymi grał w Victoria znaczy zwycięstwo.
Jest podwójnym obywatelem Kanady i Wielkiej Brytanii.

### Aktywizm
Jogia jest współzałożycielem powstałej w 2011 roku organizacji non-profit Straight But Not Narrow (SBNN), której główną misją jest szerzenie świadomości i wiedzy o społeczności LGBT wśród młodzieży.

## Filmografia

### Filmy
- 2006: Historia Gwen Araujo – Danny Araujo
- 2007: Devil's Diary – Nastolatek
- 2008: Gym Teacher: The Movie – Champ
- 2009: Spectacular – Tajid
- 2009: Triple Dog – Lemur
- 2010: Finding Hope Now – Santos Delgato
- 2012: Wyśpiewać marzenia – Finn
- 2015: Ten Thousand Saints -- Teddy
- 2015: Kim jest Michael – Nico Gladstone
- 2015: Here Now – Dark
- 2016: Shangri-La Suite – Teijo Littlefoot
- 2017: The Drowning – Danny Miller
- 2017: The Outcasts – Dave Quinn

### Seriale TV
- 2009: Caprica – Ben Stark
- 2007-2008: Obcy w Ameryce – Sam
- 2010-2013: Victoria znaczy zwycięstwo – Beck Oliver
- 2013: Twisted – Danny Desai
- 2015: Tutanchamon – faraon Tutanchamon
- 2017: Ghost Wars - Roman Mercer

### Reżyseria
- 2011: Alex
- 2016: Last Teenagers of the Apocalypse
- 2016: Of Dogs and Men